# Matthias Ballod

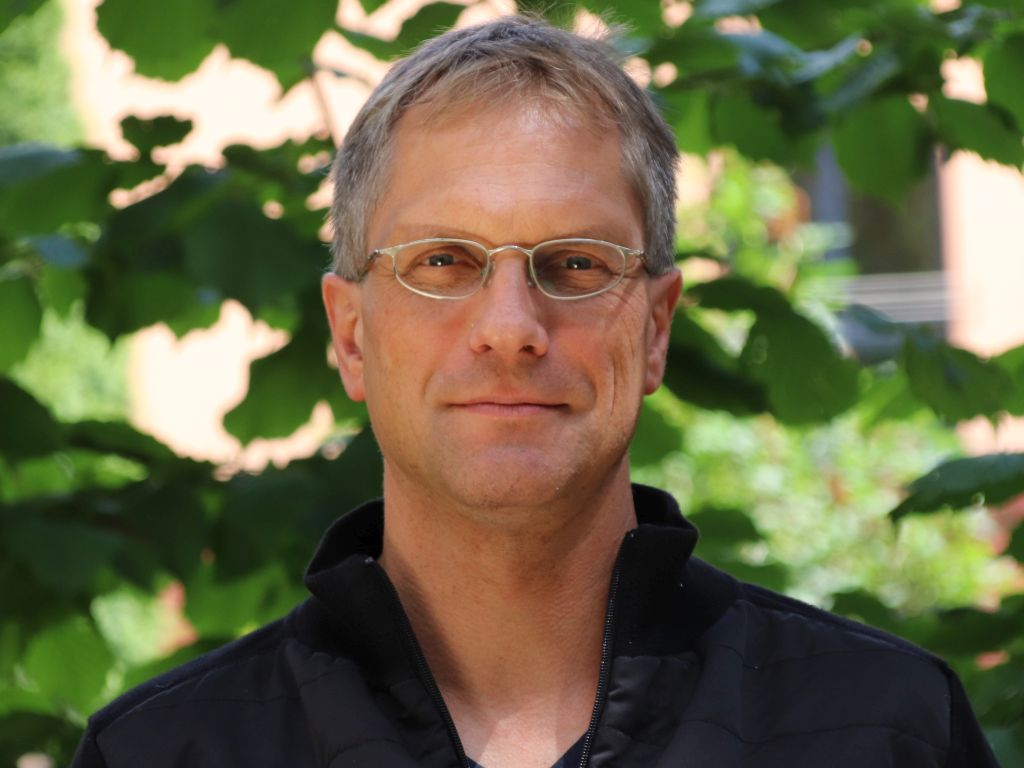
Matthias Ballod (2018)

Matthias Ballod (* 14. November 1966 in Zweibrücken) ist ein deutscher Sprachwissenschaftler und Fachdidaktiker im Fach Deutsch mit den Forschungsschwerpunkten Verständlichkeitsforschung, digitale Medien in Lehr-Lernkontexten, KI in der Bildung, Korpuslinguistik und Informationsökonomie. Er ist seit 2011 Professor im Bereich „Didaktik der Deutschen Sprache und Literatur“ an der Martin-Luther-Universität Halle-Wittenberg.

## Leben
Matthias Ballod studierte bis 1994 Deutsch und Sport auf Lehramt für Sonderpädagogik an der Universität zu Köln und schloss mit dem Ersten Staatsexamen ab. Anschließend promovierte er bis 1999 in der Linguistik mit den Nebenfächern Pädagogik und Psychologie zum Thema der „Computerunterstützten Korpusanalyse populärwissenschaftlicher Bücher zur Gentechnologie“. Im Jahr 2005 folgte seine Habilitation in der Sprach- und Mediendidaktik im Bereich Wissensvermittlung, Wissensmanagement und Informationskompetenz. 
Von 1996 bis 2005 war Matthias Ballod als Assistent am Lehrstuhl „Empirische Sprachdidaktik“ (Hans Messelken) an der Universität zu Köln tätig. Im Anschluss daran, 2005 bis 2009, war er angestellt als wissenschaftlicher Mitarbeiter im Fachbereich „Allgemeine Didaktik“ des Instituts für „Integrative Bildung“ an der Universität Koblenz-Landau. Von 2006 bis 2007 vertrat Ballod den Lehrstuhl „Germanistische Mediendidaktik/Sprachdidaktik“ im Fachbereich „Sprache, Literatur, Kultur“ an der Justus-Liebig-Universität Gießen.
Von 2008 bis 2010 übernahm Matthias Ballod die Vertretung des Lehrstuhls „Didaktik der deutschen Sprache und Literatur“ im Germanistischen Institut der Philosophischen Fakultät II an der Martin-Luther-Universität Halle-Wittenberg, den er seit 2011 dauerhaft innehat. Zwischen 2010 und 2015 war er zudem Professor für Germanistik an der privaten Hochschule für Marketing und Fremdsprache (WSZMiJO) in Katowice (PL).

## Funktionen / Mitgliedschaften / Gremien
- Direktor des Sprachenzentrums der MLU
- Mitglied im MLU-Forschungsschwerpunkt „Gesellschaft und Kultur in Bewegung“
- Mitglied im Arbeitskreis „Qualität von Schule“ der Landesinstitute und Qualitätseinrichtungen der Bundesländer
- Gesellschaft für Angewandte Linguistik e.V. (GAL)
- Gesellschaft für Informationswissenschaft und Informationspraxis e.V. (DGI)
- Verantwortlicher des Arbeitskreises „Bildung und Informationskompetenz“ (IKB)
- Bundesverband mittelständische Wirtschaft e.V. (BVMW)
- Kommission „Neue Medien in der Schul- u. Lehrerbildung“ im Netzwerk Medienkompetenz Sachsen-Anhalt
- Lehrplankommission Deutsch / Gymnasium (Sachsen-Anhalt)[1]

## Forschung

### Forschungsschwerpunkte
- Verständlichkeitsforschung / Didaktisierung von Informationen
- Digitale Medien in Lehr-Lernkontexten
- KI in der Bildung
- Informationskompetenz / Informationsökonomie
- Organisationales und individuelles Wissensmanagement
- Textanalyse / Korpuslinguistik

### Laufende Projekte (Auswahl)
- DikoLa: Digital kompetent im Lehramt
- Projekt D-3 – Deutsch Didaktik Digital
- Graduiertenkolleg: „Vermittlung und Übersetzung im Wandel“
- Wissenskonstruktion und Wissensdiagnostik: Das Potenzial von Quizzen als adaptives Lernszenario zur Selbstreflexion und Selbstbewertung: Forschungsförderprogramm des Lehr-Lernzentrums (LLZ)
- Germanistische Institutspartnerschaft (GIP) mit Projekt „Fremdheit – Gewalt – Recht“ (2016–2019)
- Projekt start-klar[1]

## Publikationen
- (2020): Transfer und Transformation von Wissen. Sammelband zur gleichnamigen Veranstaltung ‚Kolloquium der Transferwissenschaften‘. Transferwissenschaften, Bd. 13, Lang, Berlin.
- mit Stumpf, Sarah (2020): Digitale Didaktik im Lehramtsstudium: Lehre gestalten, Kompetenz entwickeln, Transfer fördern. Das Modellprojekt [D-3]. In: Themenspezial ‚Digitale Medien im Lehramtsstudium‘ im Portal E-Teaching.org: online verfügbar
- mit Antos, Gerd (2020): Wie Big Data den Wissensbegriff verändert. Datafizierungs-Diskurse als Gegenstand von Linguistik und Fachdidaktik. In: Beckers, Katrin; Wassermann, Marvin [Hg.]: Wissenskommunikation im Web. Sprachwissenschaftliche und didaktische Perspektiven. Transferwissenschaften, Bd. 11, Lang, Berlin. 13–36
- mit Antos, Gerd (2019): Web und Wahrheit. Vorbemerkungen zu einer Didaktik informationeller Verlässlichkeit. In: Beißwenger, Michael; Knopp, Matthias: Soziale Medien als didaktische Instrumente und Reflexionsgegenstand in Schule, Hochschule und beruflicher Bildung. 23–57
- mit Lewandowska, Anna [Hg.] (2013): Wissenstransfer durch Deutsch als Fremdsprache. Eine internationale Perspektive. Lang: Frankfurt am Main, Bern, New York, Paris.
- mit Weber, Tilo [Hg.] (2013): Autarke Kommunikation: Wissenstransfer in Zeiten von Fundamentalismen. Lang: Frankfurt am Main, Bern, New York, Paris.
- (2011): Informationen und Wissen im Griff. Effektiv informieren und effizient kommunizieren. Bertelsmann: Bielefeld.
- (2007): Informationsökonomie – Informationsdidaktik: Strategien zur gesellschaftlichen, organisationalen und individuellen Informationsbewältigung und Wissensvermittlung. [Habil] Bertelsmann Verlag: Bielefeld.
- mit Kaiser-El-Safti, Margret [Hrsg.] (2003): Musik und Sprache – Zur Phänomenologie von Carl Stumpf. Königshausen & Neumann: Würzburg
- (2001): Verständliche Wissenschaft – Ein informationsdidaktischer Beitrag zur Verständlichkeitsforschung. Narr: Tübingen.
- mit Ballod, Georg (2000): Predigthilfen aus dem Rechner? Computerunterstützte Predigtanalysen. Berg: Marnheim.[1]